# الرياضة في السويد

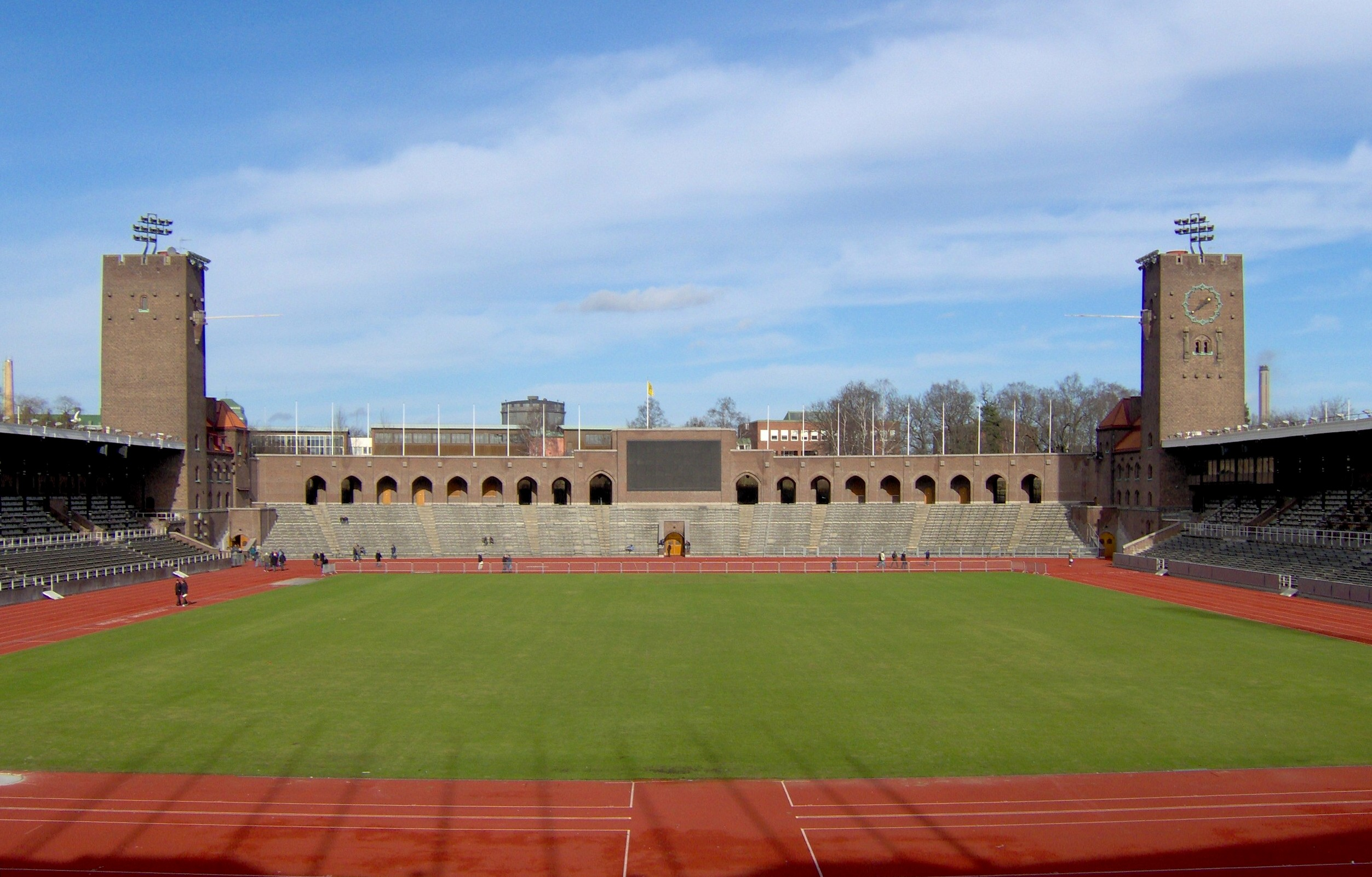

الرياضة في السويد هي جزء مهم في الثقافة السويدية، حيث أن نصف السويديين يمارسون الرياضة و20% منهم مشتركون في أندية رياضية أي حوالي مليوني منهم، الرياضات الأكثر شعبية في السويد هي كرة القدم وهوكي الجليد وكرة اليد وهناك رياضات شعبية أخرى في السويد مثل الباندي وكرة المضرب وكرة السلة والملاحة والغولف وتنس الطاوله والجمباز وألعاب القوى ورياضة المحركات الآلية والتزلج على الجليد وكرة القدم الأمريكية وكرة القاعدة وكرة الأرض.
في كرة القدم أفضل الإنجازات للسويد هو وصول منتخب السويد لكرة القدم إلى المباراة النهائية في بطولة كأس العالم لكرة القدم 1958 والتي أقيمت في السويد وخسرت عندها السويد 5-2 أمام البرازيل، كما أن السويد تأهلت 7 مرات إلى نهائيات كأس العالم، أفضل اللاعبين ألذين لعبوا لمنتخب السويد هم غونار غرين وغونار نوردال ونيلس ليدهولم وهنريك لارسون وفريدريك ليونغبرغ وزلاتان إبراهيموفيتش.
الرياضات الشعبية الأخرى في السويد هي هوكي الجليد والتي تعدّ السويد فيها من أنجح الدول حيث حصلت على بطولة العالم 9 مرات وهي ثالث أكثر منتخب فاز بالبطولة بعد روسيا وكندا، في كرة المضرب تعدّ السويد من أكثر الدول التي أنجبت لاعبين عالميين لهذه اللعبة ومن أشهر لاعبي كرة المضرب السويديين هم بيورن بورغ وماتس ويلندر وستيفان إدبرغ وجوناس بيوركمان وروبن سودرلينغ، وفي كرة اليد يعدّ منتخب السويد أكثر منتخب حقق كأس العالم مع منتخب رومانيا، والسويد هي من أكثر الدول الناجحة في الرياضات الشتوية نظراً لطبيعتها الباردة.